# Nababbo
Un nababbo o nawwāb (in urdu نواب‎?, hindi: नवाब) era in origine un Ṣūbēdār (governatore provinciale) o un viceré di una subah (provincia) o regione dell'Impero Mughal. Divenne poi un'alta titolatura attribuita a nobili musulmani.

## Storia
Il termine urdu deriva dal plurale arabo di nāʾib, cioè "vice". In alcune aree, specialmente in Bengala, il termine si pronuncia nabob per un diffuso fenomeno di scambio consonantico delle labiali "b" e "v". Da ciò deriva il termine italiano "nababbo", che indica una persona particolarmente ricca.
Il titolo di nawwāb è stato anche impiegato in aree islamiche persiane e indiane per i rappresentanti terreni del dodicesimo Imam sciita. È questo il motivo per cui molti regnanti sciiti d'area persiana o indiana hanno chiamato se stessi nawwāb anziché sultano o re.